# Philibert Monet
Pour les articles homonymes, voir Monet.
Philibert Monet, né en 1566 à Bonneville et mort à Lyon le 31 mars 1643, est un lexicographe français.

## Biographie
Entré chez les jésuites à l'âge de vingt-quatre ans, Monet y fut remarqué pour sa connaissance approfondie de la langue latine.
Il fonda le collège du Sacré-Cœur à Thonon en 1597. Puis, il aida François de Sales à lancer la campagne de la Visitation en Chablais à Thonon.
Il enseigna les humanités pendant cinq ans dans le collège de la Trinité à Lyon ; il y fut vingt-deux ans préfet des études et il enseigna la théologie morale.
Auteur d'un grand nombre d'ouvrages historiques et philologiques, il a laissé de nombreux écrits appréciés par les lexicographes. Le plus érudit fut à l'époque le Delectus latinitatis (1625). Le plus connu est son Invantaire des deus langues latine et françoise, Lyon, 1635, in-fol. Il veut que l'on écrive le français comme on le prononce, et c'est l'orthographe qu'il utilise ; il estime que la superstitieuse orthographe étymologique n'apporte rien à l'information et qu'elle n'est que l'effet psychologique de l'opinion des doctes (voir sa préface).

## Source
Biographie universelle ancienne et moderne
Sur Gallica : 
Invantaire du Père Monet 1636